# Jewhen Sełezniow
Jewhen Ołeksandrowycz Sełezniow, ukr. Євген Олександрович Селезньов (ur. 20 lipca 1985 w Makiejewce) – ukraiński piłkarz grający na pozycji napastnika, reprezentant Ukrainy.

## Kariera piłkarska

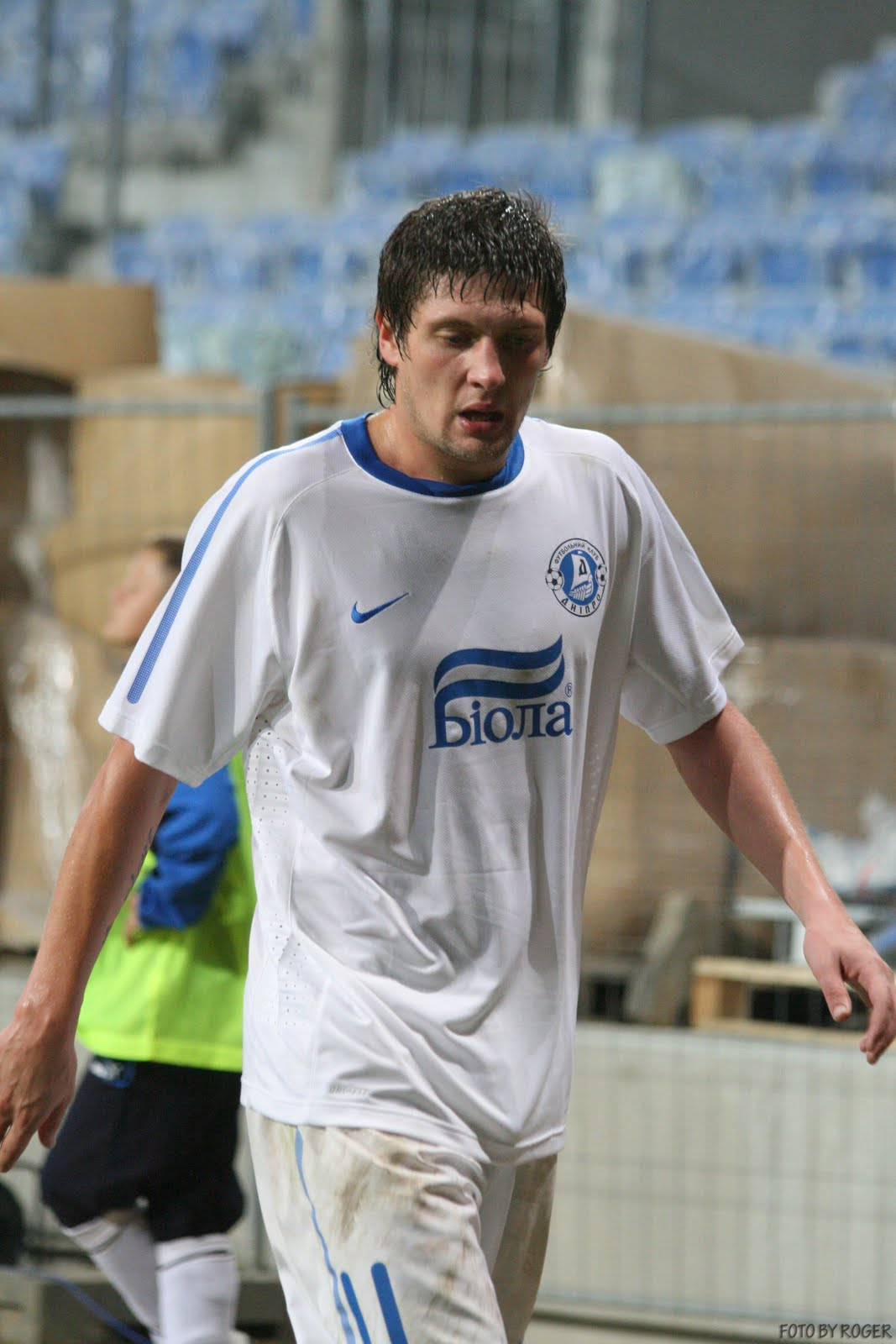

### Kariera klubowa
Wychowanek Szkoły Piłkarskiej Szachtara Donieck. Występował w trzeciej i drugiej drużynie Szachtara. Podczas przerwy zimowej sezonu 2006/07 został wypożyczony do klubu Arsenał Kijów. W sezonie 2007/08 został wicekrólem strzelców ligi ukraińskiej i w czerwcu 2008 powrócił do Doniecka, gdzie podpisał nowy kontrakt do 2013 roku. Nie mając stałego miejsca w podstawowej jedenastce, w lipcu 2009 przeszedł do Dnipra Dniepropetrowsk, podpisując z klubem 3 letni kontrakt. W czerwcu 2011 powrócił do Szachtara Donieck, ale po roku gry w donieckim klubie 29 sierpnia 2012 podpisał nowy kontrakt z Dniprem Dniepropetrowsk. 25 lutego 2016 przeszedł do Kubania Krasnodar. 9 maja 2016 za obopólna zgodą kontrakt został anulowany, a już wkrótce 14 maja po raz trzeci został piłkarzem Szachtara Donieck. 20 grudnia 2016 za obopólną zgodą kontrakt został anulowany i wkrótce piłkarz podpisał nowy kontrakt z tureckim Karabüksporem. 21 grudnia 2017 za obopólną zgodą kontrakt został anulowany, a już 5 stycznia 2018 podpisał nowy kontrakt z Akhisar Belediyespor. 10 stycznia 2019 przeniósł się do Malagi. Po zakończeniu sezonu 2018/19 opuścił hiszpański klub. 3 września 2019 został piłkarzem Bursasporu.

### Kariera reprezentacyjna
24 maja 2008 debiutował w reprezentacji Ukrainy w spotkaniu towarzyskim z Holandią przegranym 0:3. Wszedł na boisko w 67 minucie. Łącznie w „Zbirnij” zagrał 58 razy i strzelił 11 bramek.

## Sukcesy

### Sukcesy klubowe
Szachtar Donieck
- mistrz Ukrainy: 2011/12
- wicemistrz Ukrainy: 2008/09
- zdobywca Pucharu Ukrainy: 2011/12
- finalista Pucharu Ukrainy: 2008/09
- zdobywca Superpucharu Ukrainy: 2012
- zdobywca Pucharu UEFA: 2008/09

Dnipro Dniepropetrowsk
- finalista Ligi Europy UEFA: 2014/15
- wicemistrz Ukrainy: 2013/14
- brązowy medalista mistrzostw Ukrainy: 2014/15

Akhisar Belediyespor
- zdobywca Pucharu Turcji: 2017/18
- zdobywca Superpucharu Turcji: 2018

### Sukcesy indywidualne
- król strzelców Mistrzostw Ukrainy: 2010/11 (17 goli), 2011/12 (14 goli, razem z Maiconem).
- wicekról strzelców Mistrzostw Ukrainy: 2007/08.
- członek Klubu Ołeha Błochina: 161 goli.
- 3.miejsce na liście najlepszych strzelców Mistrzostw Ukrainy: 111 goli.

### Odznaczenia
- tytuł Zasłużonego Mistrza Sportu Ukrainy: 2009[15]
- Order „Za odwagę” III klasy: 2009[16].